# Tolomeo II dei conti di Tuscolo

Stemma dei conti di Tuscolo

Tolomeo II dei conti di Tuscolo (... – 1153) è stato un nobile italiano appartenente alla dinastia dei conti di Tuscolo.

## Biografia
Tolomeo, figlio di Tolomeo I e di una certa Dulcisa, viene citato per la prima volta dalle fonti nel 1116 poiché nel mese di agosto sposò Berta di Franconia, figlia naturale dell'imperatore Enrico V di Franconia, a riprova dell'importante posizione dei Tuscolani a quel tempo.
Nel mese di giugno del 1130 Tolomeo I morì e Tolomeo II assunse il controllo della casata, proseguendo la politica paterna di espansione territoriale nella valle Latina e sulla costa Pontina. Sotto Tolomeo II i territori dei Tuscolani raggiunsero la loro massima espansione, controllando la via Appia e la via Latina, e Tolomeo stesso prese per sé il titolo di dictator Tusculanus.
Nel 1140 Tolomeo era sposato con Tropea, figlia di Leone Pierleoni e nipote dell'antipapa Anacleto II, e si presume quindi che la prima moglie fosse già morta.
Tolomeo II morì nel 1153, lasciando la guida del casato al figlio Gionata.

## Discendenza
Tolomeo II attraverso i suoi due matrimoni ebbe diversi figli: da Berta di Franconia ebbe Rainone (padre a sua volta di Agapito, da cui discende la famiglia Sant'Eustachio, e Ottolino), mentre da Tropea Pierleoni Gionata, Giordano (detto de Gabiniano, padre di Giovanni, Tolomeo, Giordano e Andrea), Gregorio, Leone e Riccardo.